# Theriella bertoncelloi
Espèce
Theriella bertoncelloi est une espèce d'araignées aranéomorphes de la famille des Salticidae.

## Distribution
Cette espèce est endémique du Rio Grande do Sul au Brésil,. Elle se rencontre à São Francisco de Paula vers 940 m d'altitude.

## Description
Le mâle holotype mesure 3,44 mm et la femelle paratype 3,46 mm.

## Étymologie
Cette espèce est nommée en l'honneur de Luis Alberto Bertoncello.

## Publication originale
- Braul & Lise, 2003 : Description of Theriella bertoncelloi sp.n. from southern Brazil (Araneae, Salticidae). Revista Ibérica de Aracnología, vol. 7, p. 123-126 (texte intégral).